# Tobias Figueiredo
Tobias Pereira Figueiredo (* 2. Februar 1994 in Sátão) ist ein portugiesischer Fußballspieler, der beim Fortaleza EC und an den Athletico Paranaense ausgeliehen ist.

## Vereine

### Sporting Lissabon
Der aus der eigenen Jugendakademie stammende Tobias Figueiredo wurde von seinem Verein Sporting Lissabon zunächst in der zweiten Mannschaft eingesetzt. Für die in der zweithöchsten portugiesischen Spielklasse der Segunda Liga aktive Mannschaft bestritt er insgesamt 49 Ligaspiele und erzielte dabei einen Treffer. In der Saison 2013/14 spielte er zeitweise auf Leihbasis beim Drittligisten CF Reus Deportiu. 2016/17 folgte eine weitere Ausleihe an den Erstligisten Nacional Funchal.
Für die erste Mannschaft von Sporting Lissabon kam er insgesamt auf fünfzehn Ligaeinsätze, davon entfallen vierzehn Spiele auf die Primeira Liga 2014/15 sowie ein weiteres auf die Primeira Liga 2015/16.

### Nottingham Forest
Am 30. Januar 2018 gab der Zweitligist Nottingham Forest die Ausleihe von Figueiredo bis zum Saisonende bekannt. Für Forest bestritt der 24-jährige Abwehrspieler zwölf Ligapartien in der EFL Championship 2017/18 und konnte dabei die Verantwortlichen im Verein von sich überzeugen. Am Ende der Saison gab die Mannschaft aus Nottingham die Verpflichtung des Portugiesen auf fester Vertragsbasis bekannt und stattete ihn mit einem Vierjahresvertrag aus. Nach drei für den Verein wenig erfolgreichen Jahren, stieg Figueiredo mit seiner Mannschaft in der EFL Championship 2021/22 in die Premier League auf. Der in der Hinrunde noch als Stammspieler gesetzte Portugiese verlor in der Rückrunde seinen Platz in der Innenverteidigung von Forest an den Neuzugang Steve Cook und wurde daher auch nicht im Play-off-Finale in Wembley beim 1:0 gegen Huddersfield Town eingesetzt.

### Hull City
Nachdem sein auslaufender Vertrag in Nottingham nicht verlängert worden war, wechselte der 28-Jährige Ende Juni 2022 ablösefrei zum englischen Zweitligisten Hull City. Nach Beendigung der Saison 2022/23 verließ der Spieler den Klub wieder.

### Brasilien
Figueiredos nächste Stadion wurde Brasilien. Hier gab der Fortaleza EC im Juli 2023 seine Verpflichtung bekannt. Im März 2024 wurde er dann an den Ligakonkurrenten Criciúma EC ausgeliehen.

### Nationalmannschaft
Mit der portugiesischen U-17-Nationalmannschaft nahm Tobias Figueiredo an der U-17-Fußball-Europameisterschaft 2010 in Liechtenstein teil, scheiterte mit seinem Team jedoch bereits in der Gruppenphase an Spanien und Frankreich. Drei Jahre später stand er im Kader der portugiesischen U-19 bei der U-19-Fußball-Europameisterschaft 2013 in Litauen. Nach einem zweiten Platz in der Gruppenphase scheiterte Portugal im Halbfinale im Elfmeterschießen am späteren Europameister Serbien.
Im Juni 2015 folgte die Teilnahme an der U-21-Fußball-Europameisterschaft 2015 in Tschechien. Portugal zog als Tabellenerster ins Halbfinale ein und bezwang dort Deutschland mit 5:0. Erst im Finale musste man sich nach Elfmeterschießen der schwedischen U-21-Mannschaft geschlagen geben. Zwei Jahre später wurde er erneut für die U-21-Fußball-Europameisterschaft 2017 in Polen nominiert, scheiterte diesmal jedoch vorzeitig in der Gruppenphase an Spanien.
Bereits 2016 nahm Tobias Figueiredo am Fußballturnier der Olympischen Sommerspiele 2016 in Brasilien teil. Portugal zog als Gruppensieger ins Viertelfinale ein, verlor dort jedoch deutlich mit 0:4 gegen Deutschland.

## Erfolge
Criciúma
- Staatsmeisterschaft von Santa Catarina: 2024